# Erato

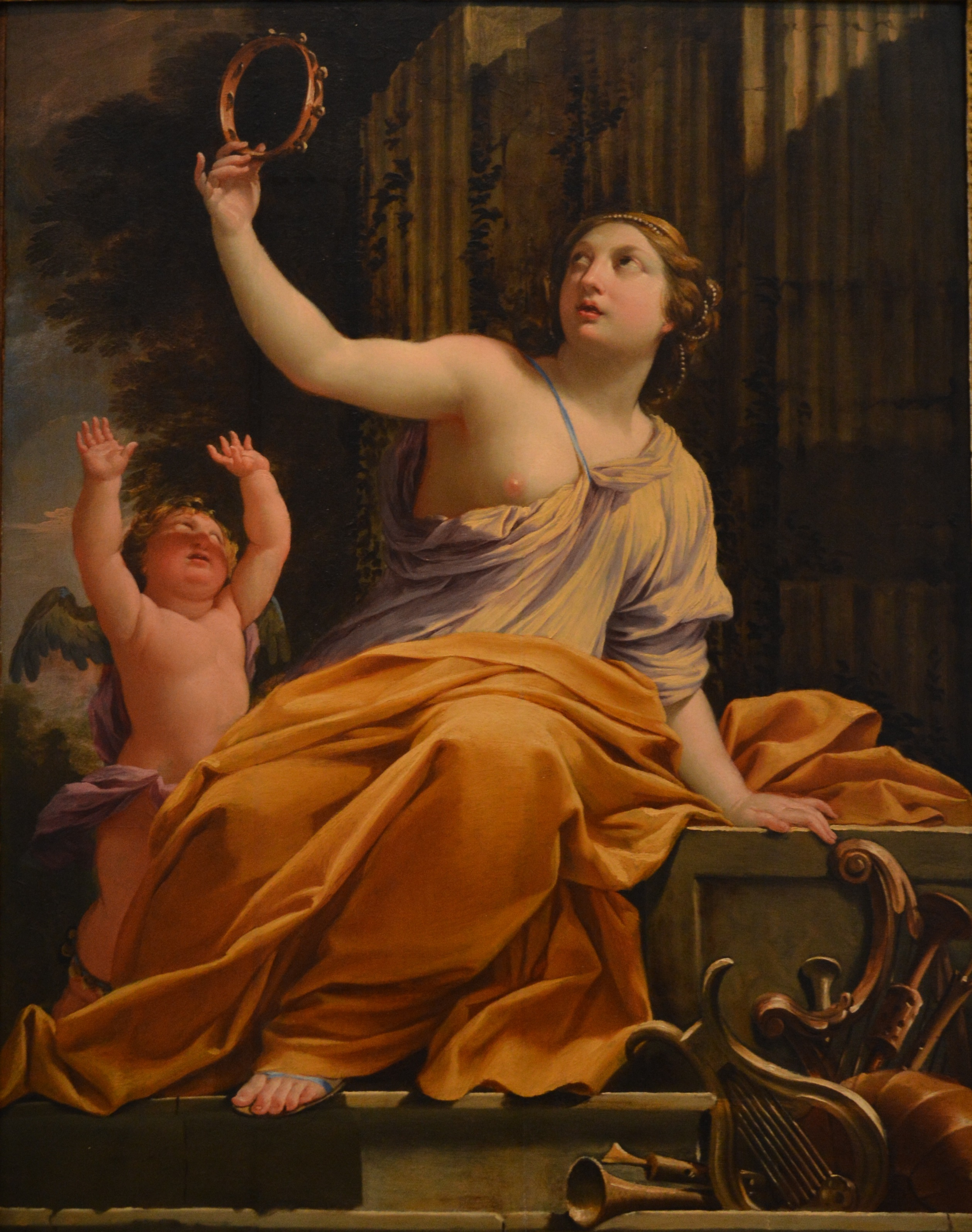
Erato
(tablou de Simon Vouet)

În mitologia greacă, Erato (Ερατώ) este una dintre cele nouă muze, fiică a lui Zeus și a Mnemosynei.

## Mitologie
Erato era muza elegiei și a poeziei erotice. Era reprezentată cu o liră în mână. A avut un fiu, Azan, cu Arcas, regele arcadienilor.
Celelalte opt muze sunt: Calliope, Clio, Euterpe, Melpomene, Polimnia, Terpsihora, Thalia și Urania.